# Список высших учебных заведений Кемеровской области
В список высших учебных заведений Кемеровской области включены образовательные учреждения высшего и высшего профессионального образования, находящиеся на территории Кемеровской области и имеющие действующую лицензию на образовательную деятельность. Список вузов приведён в соответствии с данными сводного реестра лицензий, в список филиалов включены организации, участвовавшие в мониторинге Министерства образования и науки Российской Федерации 2016 года. По состоянию на 2021 года в Кемеровской области действующую лицензию имели 8 вузов и 7 филиалов.
Филиалы вузов, головные организации которых находятся в иных субъектах федерации, сгруппированы в отдельном списке. Порядок следования элементов списка — алфавитный.

## Список высших образовательных учреждений
| Название                                                                 | Категория         | Статус      | Год основания  | Месторасположение | Число студентов |
| ------------------------------------------------------------------------ | ----------------- | ----------- | -------------- | ----------------- | --------------- |
| Кемеровский государственный медицинский университет                      | государственный   | университет | 1955           | Кемерово          | 3312            |
| Кемеровский государственный институт культуры                            | государственный   | институт    | 1969           | Кемерово          | 2850            |
| Кемеровский государственный сельскохозяйственный институт                | государственный   | институт    | 1976 1982 2002 | Кемерово          | 2994            |
| Кемеровский государственный университет                                  | государственный   | университет | 1953 1974      | Кемерово          | 8133            |
| Кузбасская православная духовная семинария                               | негосударственный | семинария   | 1994           | Новокузнецк       |                 |
| Кузбасский государственный технический университет имени Т. Ф. Горбачева | государственный   | университет | 1950           | Кемерово          | 7339            |
| Кузбасский институт Федеральной службы исполнения наказаний              | государственный   | институт    | 2006           | Новокузнецк       | 1622            |
| Сибирский государственный индустриальный университет                     | государственный   | университет | 1930           | Новокузнецк       | 6992            |

## Список филиалов высших образовательных учреждений
| Название                                                                                            | Категория       | Статус      | Год основания | Месторасположение | Месторасположение головной организации | Число студентов |
| --------------------------------------------------------------------------------------------------- | --------------- | ----------- | ------------- | ----------------- | -------------------------------------- | --------------- |
| Беловский институт (филиал Кемеровского государственного университета)                              | государственный | институт    | 1997          | Белово            | Кемерово                               | 1579            |
| Кузбасский гуманитарно-педагогический институт (филиал Кемеровского государственного университета)  | государственный | институт    | 1995          | Новокузнецк       | Кемерово                               | 6477            |
| Филиал в Белове Кузбасского государственного технического университета имени Т. Ф. Горбачева        | государственный | университет | 1998          | Белово            | Кемерово                               | 1019            |
| Филиал в Междуреченске Кузбасского государственного технического университета имени Т. Ф. Горбачева | государственный | университет | 1998          | Междуреченск      | Кемерово                               | 788             |
| Филиал в Новокузнецке Кузбасского государственного технического университета имени Т. Ф. Горбачева  | государственный | университет | 1998          | Новокузнецк       | Кемерово                               |                 |
| Филиал в Прокопьевске Кузбасского государственного технического университета имени Т. Ф. Горбачева  | государственный | университет | 1997 1998     | Прокопьевск       | Кемерово                               |                 |
| Юргинский технологический институт (филиал Томского политехнического университета)                  | государственный | университет | 1957 1993     | Юрга              | Томск                                  |                 |